# Podróż apostolska Jana Pawła II do Polski (2002)
VIII pielgrzymka Jana Pawła II do Polski odbywała się pod hasłem Bóg bogaty w miłosierdzie (Ef 2,4).
Odbywała się w dniach od 16 do 19 sierpnia 2002. W tym czasie papież odwiedził Kraków, Skawinę i Kalwarię Zebrzydowską.
Głównym celem czterodniowej wizyty było poświęcenie Sanktuarium Bożego Miłosierdzia w Krakowie-Łagiewnikach, w którym spoczywają prochy Faustyny Kowalskiej. Pielgrzymka ta ze względu na tematykę kultu Bożego Miłosierdzia budziła zainteresowanie na całym świecie.
Była to ostatnia podróż apostolska papieża Jana Pawła II do ojczyzny.

## Program pielgrzymki
Piątek, 16 sierpnia 2002 r.
- 16:30 wylot z Rzymu do Krakowa,
- 18:15 Kraków-Balice: przylot.

Sobota, 17 sierpnia 2002 r.
- 10:00 msza i poświęcenie sanktuarium w Łagiewnikach,
- 13:30 spotkanie ze środowiskiem akademickim w kampusie Papieskiej Akademii Teologicznej,
- spotkanie papieża z władzami Rzeczypospolitej Polskiej w pałacu arcybiskupim w Krakowie,
  - 18:00 spotkanie z prezydentem RP Aleksandrem Kwaśniewskim,
  - 18:30 spotkanie z premierem Leszkiem Millerem.

Niedziela, 18 sierpnia 2002 r.
- 10:00 msza beatyfikacyjna siostry Sancji Szymkowiak na krakowskich Błoniach,
- 13:00 obiad z biskupami polskimi,
- 18:00 prywatne nawiedzenie katedry na Wawelu,
- 19:00 prywatne nawiedzenie grobu rodziny na Cmentarzu Rakowickim.

Poniedziałek, 19 sierpnia 2002 r.
- 9:35 przyjazd do Skawiny, poświęcenie obrazu Jezusa Miłosiernego parafii Miłosierdzia Bożego w Skawinie-Ogrodach,
- 10:30 msza w Kalwarii Zebrzydowskiej,
- 13:00 obiad z franciszkanami,
- 17:30 Kraków-Balice: ceremonia pożegnania,
- 18:30 odlot,
- 20:30 lądowanie w Rzymie.

## Nawiązania
W sierpniu 2012 z okazji 10. rocznicy pielgrzymki ukazał się nawiązujący do niej album książkowy Pożegnanie Ojczyzny z fotografiami z tej wizyty autorstwa Adama Bujaka i tekstami papieskich wystąpień.